# Lista 63-stopowych jednostek ratowniczych Royal Australian Navy
Lista 63-stopowych jednostek ratowniczych Royal Australian Navy – w czasie II wojny światowej w Royal Australian Navy (RAN} służyły 23 jednostki (łodzie) ratunkowe określane jako „63-foot air-sea rescue vessel” (dosł. „63-stopowe jednostki ratownicze”) służące głównie do ratowania członków załóg samolotów (air-sea rescue). Jednostki bazowały na amerykańskich łodziach ratunkowych typu Miami model 314 (Miami 63-foor aircraft rescue boat) i wszystkie były zbudowane w amerykańskich stoczniach. W czasie wojny większość jednostek służyła na północnych wodach Australii, po wojnie 13 jednostek zostało przekazanych do Royal Australian Air Force (RAAF).  Jednostki, które pozostały w służbie RAN, zostały po wojnie przemianowane z air-sea rescue vessels na search and rescue vessels.

## Opis techniczny
Wyporność standardowa jednostek wynosiła 23 tony, długość 63 stopy, szerokość 15,3 stopy, zanurzenie do 4 stóp (19,2 × 4,7 x 1,2 m). Napędzane były przed dwa silniki spalinowe Hall Scott Defender, prędkość maksymalna wynosiła do 31,5 węzłów, zapas paliwa wynosił do 14,5 godzin. W czasie wojny wyposażone były w dwa podwójne karabiny maszynowe 12,7 mm. Z racji ich przeznaczenia wszystkie jednostki miały niewielką izbę chorych położoną na rufie. Załoga wynosiła siedem lub osiem osób:
- dowódca – kapitan lub porucznik marynarki (Lieutenant, Sub Lieutenant)
- sternik – starszy marynarz (Leading Seaman)
- mechanik (jeden lub dwóch) – mechanik, starszy mechanik lub mat (Leading Stoker, Stoker, Petty Officer)
- dwóch marynarzy (Able Bodied Seamen)
- jeden lub dwóch sygnalistów RAN, jeden radiotelegrafista RAAF – sierżant (Sergeant)

## Lista jednostek
| Nazwa             | Stocznia          | Wejście do służby         | Dalszy los                                                    |
| ----------------- | ----------------- | ------------------------- | ------------------------------------------------------------- |
| HMAS „Air Bird”   | Harbour Boat      | 28 marca 1945(dts)        | Przekazana RAAF 1949                                          |
| HMAS „Air Chief”  | Fellows & Stewart | 12 sierpnia 1944(dts)     | Sprzedana 7/1966                                              |
| HMAS „Air Clan”   | Harbour Boat      | 11 grudnia 1944(dts)      | Przekazana RAAF 1949                                          |
| HMAS „Air Cloud”  | Harbour Boat      | 20 października 1944(dts) | Przekazana RAAF 1949                                          |
| HMAS „Air Faith”  | South Coast       | 8 lutego 1945(dts)        | Przekazana RAAF 1949, zwrócona 1965, sprzedana 1968           |
| HMAS „Air Foam”   | South Coast       | 20 września 1944(dts)     | ?                                                             |
| HMAS „Air Guide”  | Fellows & Stewart | 20 października 1944(dts) | Przekazana RAAF 1949, zwrócona 1965, używana jako cel 1971/72 |
| HMAS „Air Hope”   | South Coast       | 13 lutego 1945(dts)       | Przekazana RAAF 1949                                          |
| HMAS „Air Master” | Fellows & Stewart | 31 sierpnia 1944(dts)     | Używana jak cel 1968                                          |
| HMAS „Air Mercy”  | Fellows & Stewart | 28 lutego 1945(dts)       | ?                                                             |
| HMAS „Air Mist”   | Fellows & Stewart | 20 września 1944(dts)     | Zniszczona 12/1945                                            |
| HMAS „Air Rest”   | Harbour Boat      | 20 września 1944(dts)     | Przekazana RAAF 1950                                          |
| HMAS „Air Sailor” | Fellows & Stewart | 8 listopada 1944(dts)     | Przekazana RAAF 1949                                          |
| HMAS „Air Save”   | Fellows & Stewart | 20 września 1944(dts)     | Przekazana RAAF 1949, zwrócona 1962, sprzedana 6/1968         |
| HMAS „Air Sense”  | Harbour Boat      | 1 marca 1945(dts)         | Przekazana RAAF 1949                                          |
| HMAS „Air Speed”  | Fellows & Stewart | 28 lutego 1945(dts)       | ?                                                             |
| HMAS „Air Spray”  | Harbour Boat      | 13 lutego 1945(dts)       | Przekazana RAAF 1949, zwrócona 1965, sprzedana 1969           |
| HMAS „Air Trail”  | Fellows & Stewart | 8 lutego 1945(dts)        | Używana jako cel 1968                                         |
| HMAS „Air View”   | Fellows & Stewart | 20 listopada 1945(dts)    | Przekazana RAAF 1949                                          |
| HMAS „Air Watch”  | Harbour Boar      | 27 listopada 1944(dts)    | Przekazana RAAF 1949                                          |